# کائوموموه
کائوموموه (به لاتین: Kauamwemwe) یک منطقهٔ مسکونی در کیریباتی است که در Teraina واقع شده‌است.